# Lemé
Ne doit pas être confondu avec Lème.
Lemé est une commune française située dans le département de l'Aisne, en région Hauts-de-France.

## Géographie

### Communes limitrophes
|                  | Le Sourd    | La Vallée-au-Blé              |
| Colonfay         | Lemé        | Voulpaix                      |
| Sains-Richaumont | Marfontaine | Saint-Pierre-lès-Franqueville |

Village voisin de Voulpaix, La Vallée-au-Blé, Sains-Richaumont, Saint-Pierre-lès-Franqueville et Chevennes.

### Hydrographie
La commune est située dans le bassin Seine-Normandie. Elle n'est drainée par aucun cours d'eau,.

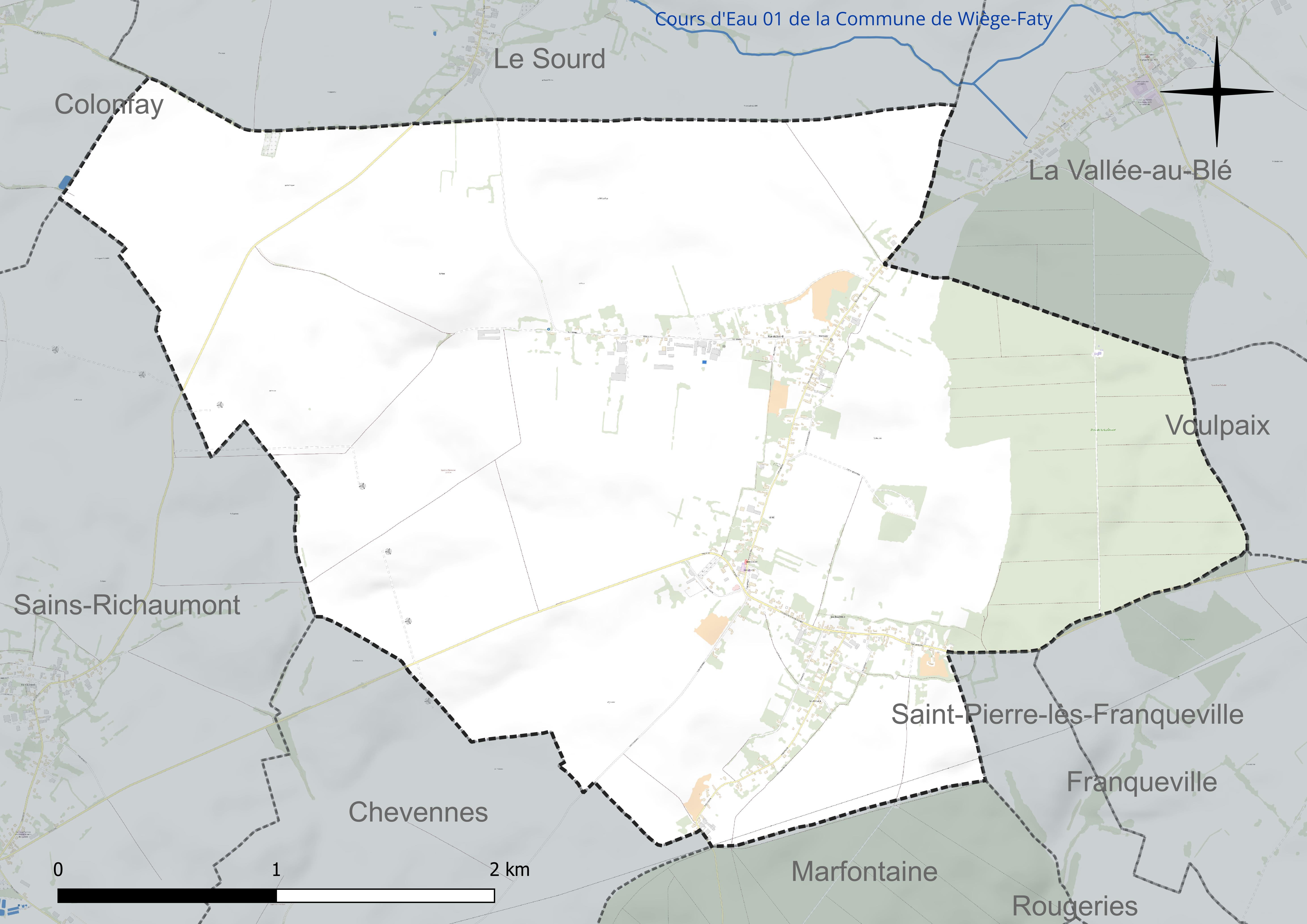
Réseau hydrographique de Lemé.

### Climat
Pour des articles plus généraux, voir Climat des Hauts-de-France et Climat de l'Aisne.
En 2010, le climat de la commune est de type climat des marges montargnardes, selon une étude du CNRS s'appuyant sur une série de données couvrant la période 1971-2000. En 2020, Météo-France publie une typologie des climats de la France métropolitaine dans laquelle la commune est exposée à un climat océanique altéré et est dans la région climatique Nord-est du bassin Parisien, caractérisée par un ensoleillement médiocre, une pluviométrie moyenne régulièrement répartie au cours de l'année et un hiver froid (3 °C).
Pour la période 1971-2000, la température annuelle moyenne est de 9,8 °C, avec une amplitude thermique annuelle de 15,1 °C. Le cumul annuel moyen de précipitations est de 861 mm, avec 13 jours de précipitations en janvier et 9,5 jours en juillet. Pour la période 1991-2020, la température moyenne annuelle observée sur la station météorologique la plus proche, située sur la commune de Fontaine-lès-Vervins à 10 km à vol d'oiseau, est de 10,5 °C et le cumul annuel moyen de précipitations est de 826,3 mm,. Pour l'avenir, les paramètres climatiques de la commune estimés pour 2050 selon différents scénarios d'émission de gaz à effet de serre sont consultables sur un site dédié publié par Météo-France en novembre 2022.

## Urbanisme

### Typologie
Au 1er janvier 2024, Lemé est catégorisée commune rurale à habitat dispersé, selon la nouvelle grille communale de densité à 7 niveaux définie par l'Insee en 2022.
Elle est située hors unité urbaine et hors attraction des villes,.

### Occupation des sols
L'occupation des sols de la commune, telle qu'elle ressort de la base de données européenne d'occupation biophysique des sols Corine Land Cover (CLC), est marquée par l'importance des territoires agricoles (78,6 % en 2018), une proportion identique à celle de 1990 (78,6 %). La répartition détaillée en 2018 est la suivante : 
terres arables (70 %), forêts (11,9 %), zones urbanisées (9,5 %), prairies (6,4 %), zones agricoles hétérogènes (2,1 %).
L'évolution de l'occupation des sols de la commune et de ses infrastructures peut être observée sur les différentes représentations cartographiques du territoire : la carte de Cassini (XVIIIe siècle), la carte d'état-major (1820-1866) et les cartes ou photos aériennes de l'IGN pour la période actuelle (1950 à aujourd'hui).

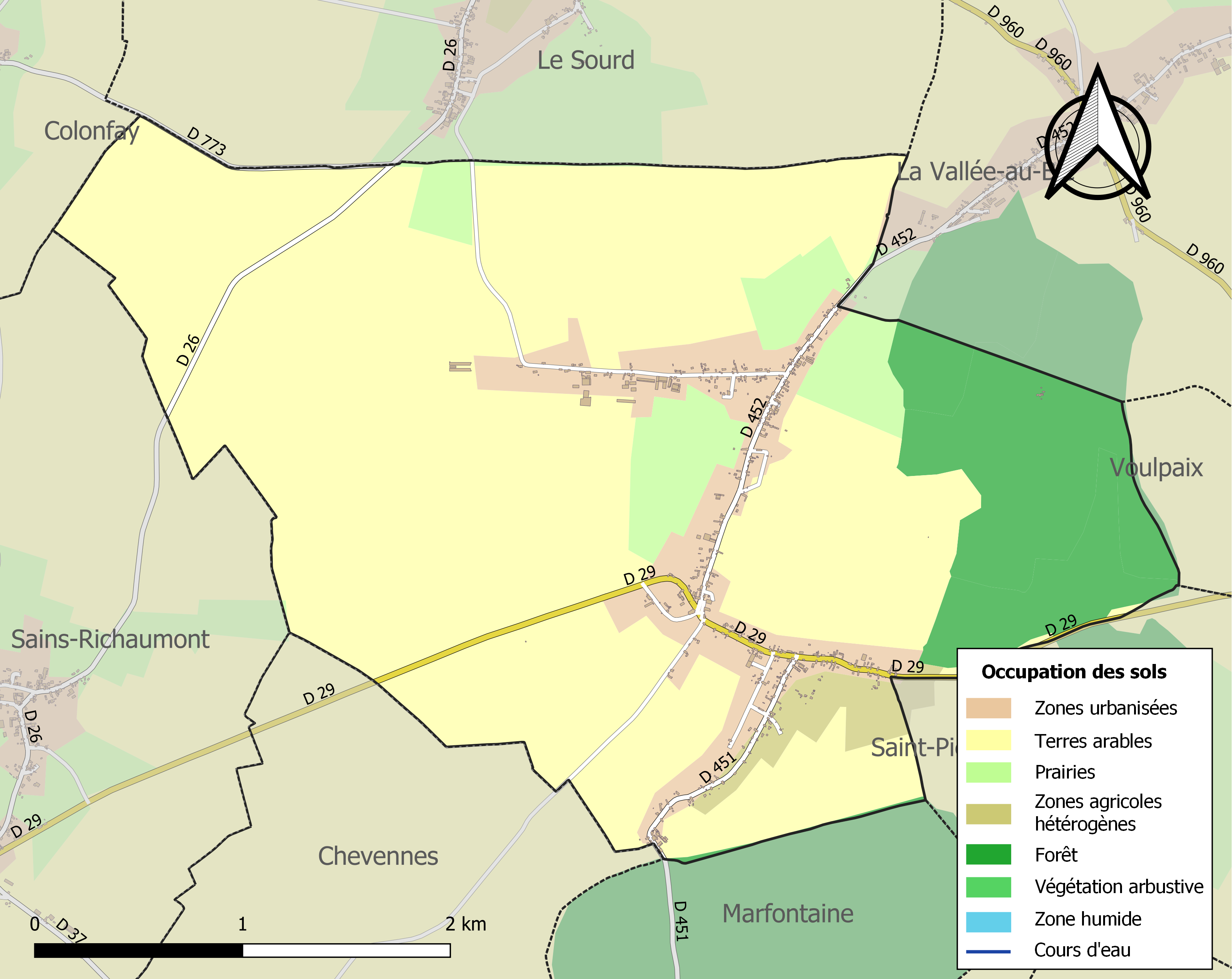
Carte de l'occupation des sols de la commune en 2018 (CLC).

## Toponymie
Le nom de la localité est attesté sous les formes Grangia que Mare (1161) ; Terre de Lamer (1173) ; Lamere (1263) ; Lemer (1274) ; Lemez (1405) ; Lemeiz (1411) ; Lemetz (1632) ; Lemée (1780).
Le toponyme a été précédé de l'article la, qui est passé à le vers la fin du Moyen Âge, certainement sous l'influence de l'article féminin picard le.
Le terroir de Lemé, autrefois nommé Terre de la Mer, terra de Mari, était encore désert et couvert de bois au XIIe siècle. René de Guise, seigneur de Sains, à qui il appartenait alors, le donna en 1161 à l'abbaye de Foigny, sous la condition que cette maison défricherait le terrain et y bâtirait une ferme, qui est devenue le noyau du village. Cette ferme prit le nom de « la Mer », d'une vaste mare d'eau qui existait en cet endroit.

## Histoire
|  |  |  |

Le terroir de Lemé, autrefois nommé Terre de la Mer, terra de Mari, était encore désert et couvert de bois au XIIe siècle. René de Guise, seigneur de Sains, à qui il appartenait alors, le donna en 1161 à l'abbaye de Foigny, sous la condition que cette maison défricherait le terrain et y bâtirait une ferme, qui est devenue le noyau du village. Cette donation est l'une des plus considérables qui aient été inspirées par l'esprit de dévotion, car elle comprenait un territoire de plusieurs lieues d'étendue. Elle fut d'ailleurs faite à la seule condition que les moines de Foigny acquitteraient aux seigneurs de Sains un terrage annuel de la treizième gerbe.
En 1646, l'abbé de Foigny fit construire à Lemé un château fort flanqué de quatre tours, et l'année suivante, il aliéna à perpétuité le terroir aux habitants, pour le cens annuel de 50 sous tournois, un chapon et deux livres de cire par chaque muid de terre, à raison de 12 jallois par muid.
Il y avait autrefois à Lemé le fief Monthoiller qui avait été érigé en 1649 par un abbé de Foigny, en faveur de Henri de Marolles, écuyer, conseiller du roi, receveur des tailles et bailli de Foigny.
La carte de Cassini ci-contre, montre qu'au XVIIIe siècle, Lemé est une paroisse. Trois hameaux, qui sont aujourd'hui reliés au village, sont représentés : au nord Rue de Bohain actuellement rue du Sourd, à l'est Boillot les Bouleaux de nos jours) et les Preaux au sud.
Il existait un moulin à vent en bois.
L'ancienne ligne de chemin de fer de Romery à Liart
Lemé  a possédé une gare commune avec La Vallée-au-Blé située sur la ligne de chemin de fer de Romery à Liart qui a fonctionné de 1912 à 1951. Quatre trains s'arrêtaient chaque jour dans cette gare dans chaque sens.
Première guerre mondiale
Le 28 août 1914, soit moins d'un mois après la déclaration de la guerre, le village est occupé par les troupes allemandes après la bataille de Guise. Pendant toute la guerre, le village restera loin du front qui se stabilisera à environ 150 km à l'ouest, aux alentours de Péronne. Les habitants vivront sous le joug des Allemands : réquisitions de logements, de matériel, de nourriture, travaux forcés. Ce n'est que début novembre 1918 que les Allemands seront chassés du village par les troupes françaises.
Sur le monument aux morts sont écrits les noms des 48 soldats du village morts pour la France au cours de la Guerre 14-18.
Une légende sur la Fontaine Berdouille est arrivée jusqu'à nous. Une chanson picarde « A no moéson in na tüé in pourchiau » ( Chez nous, on a tué un porc) a été remise à l'honneur par le groupe d'expression picarde Achteure.

## Politique et administration

### Découpage territorial
La commune de Lemé est membre de la communauté de communes de la Thiérache du Centre, un établissement public de coopération intercommunale (EPCI) à fiscalité propre créé le 31 décembre 1992 dont le siège est à La Capelle. Ce dernier est par ailleurs membre d'autres groupements intercommunaux.
Sur le plan administratif, elle est rattachée à l'arrondissement de Vervins, au département de l'Aisne et à la région Hauts-de-France. Sur le plan électoral, elle dépend du  canton de Marle pour l'élection des conseillers départementaux, depuis le redécoupage cantonal de 2014 entré en vigueur en 2015, et de la troisième circonscription de l'Aisne  pour les élections législatives, depuis le dernier découpage électoral de 2010.

### Administration municipale
| Période                                  | Période                   | Identité                    | Étiquette  | Qualité                                          |
| ---------------------------------------- | ------------------------- | --------------------------- | ---------- | ------------------------------------------------ |
| Les données manquantes sont à compléter. |                           |                             |            |                                                  |
| 1829 ?                                   |                           | François Lefèvre            |            |                                                  |
| 1853                                     |                           | Jean-Pierre Cury            |            |                                                  |
| avant 1877                               | après 1879                | Paul Émile Ferdinand Liévin |            |                                                  |
| Les données manquantes sont à compléter. |                           |                             |            |                                                  |
| avant 1995                               | ?                         | René Favereaux              |            |                                                  |
| mars 2001                                | mars 2008                 | René Daussy                 |            |                                                  |
| mars 2008                                | 5 janv 2013               | Christian Moineuse          |            | Décédé en fonction                               |
| mars 2013                                | mai 2020                  | Denis Hubert                | SE         | Agent de maîtrise Réélu pour le mandat 2014-2020 |
| mai 2020,                                | En cours (au 23 mai 2020) | Jérôme Moineuse             | LR puis SE | Fonctionnaire hospitalier                        |

## Démographie
L'évolution du nombre d'habitants est connue à travers les recensements de la population effectués dans la commune depuis 1793. Pour les communes de moins de 10 000 habitants, une enquête de recensement portant sur toute la population est réalisée tous les cinq ans, les populations de référence des années intermédiaires étant quant à elles estimées par interpolation ou extrapolation. Pour la commune, le premier recensement exhaustif entrant dans le cadre du nouveau dispositif a été réalisé en 2006.

En 2022, la commune comptait 412 habitants, en évolution de −5,5 % par rapport à 2016 (Aisne : −1,97 %, France hors Mayotte : +2,11 %).
| 1793  | 1800  | 1806  | 1821  | 1831  | 1836  | 1841  | 1846  | 1851  |
| ----- | ----- | ----- | ----- | ----- | ----- | ----- | ----- | ----- |
| 1 275 | 1 392 | 1 428 | 1 474 | 1 362 | 1 624 | 1 664 | 1 671 | 1 717 |

| 1856  | 1861  | 1866  | 1872  | 1876  | 1881  | 1886  | 1891  | 1896  |
| ----- | ----- | ----- | ----- | ----- | ----- | ----- | ----- | ----- |
| 1 692 | 1 698 | 1 701 | 1 522 | 1 449 | 1 322 | 1 231 | 1 160 | 1 139 |

| 1901  | 1906 | 1911 | 1921 | 1926 | 1931 | 1936 | 1946 | 1954 |
| ----- | ---- | ---- | ---- | ---- | ---- | ---- | ---- | ---- |
| 1 029 | 942  | 842  | 715  | 804  | 805  | 759  | 703  | 665  |

| 1962 | 1968 | 1975 | 1982 | 1990 | 1999 | 2006 | 2011 | 2016 |
| ---- | ---- | ---- | ---- | ---- | ---- | ---- | ---- | ---- |
| 590  | 629  | 444  | 436  | 478  | 474  | 449  | 445  | 436  |

| 2021 | 2022 | - | - | - | - | - | - | - |
| ---- | ---- | - | - | - | - | - | - | - |
| 415  | 412  | - | - | - | - | - | - | - |

 464 habitants

## Culture locale et patrimoine

### Lieux et monuments
- Église Notre-Dame-de-l'Assomption.

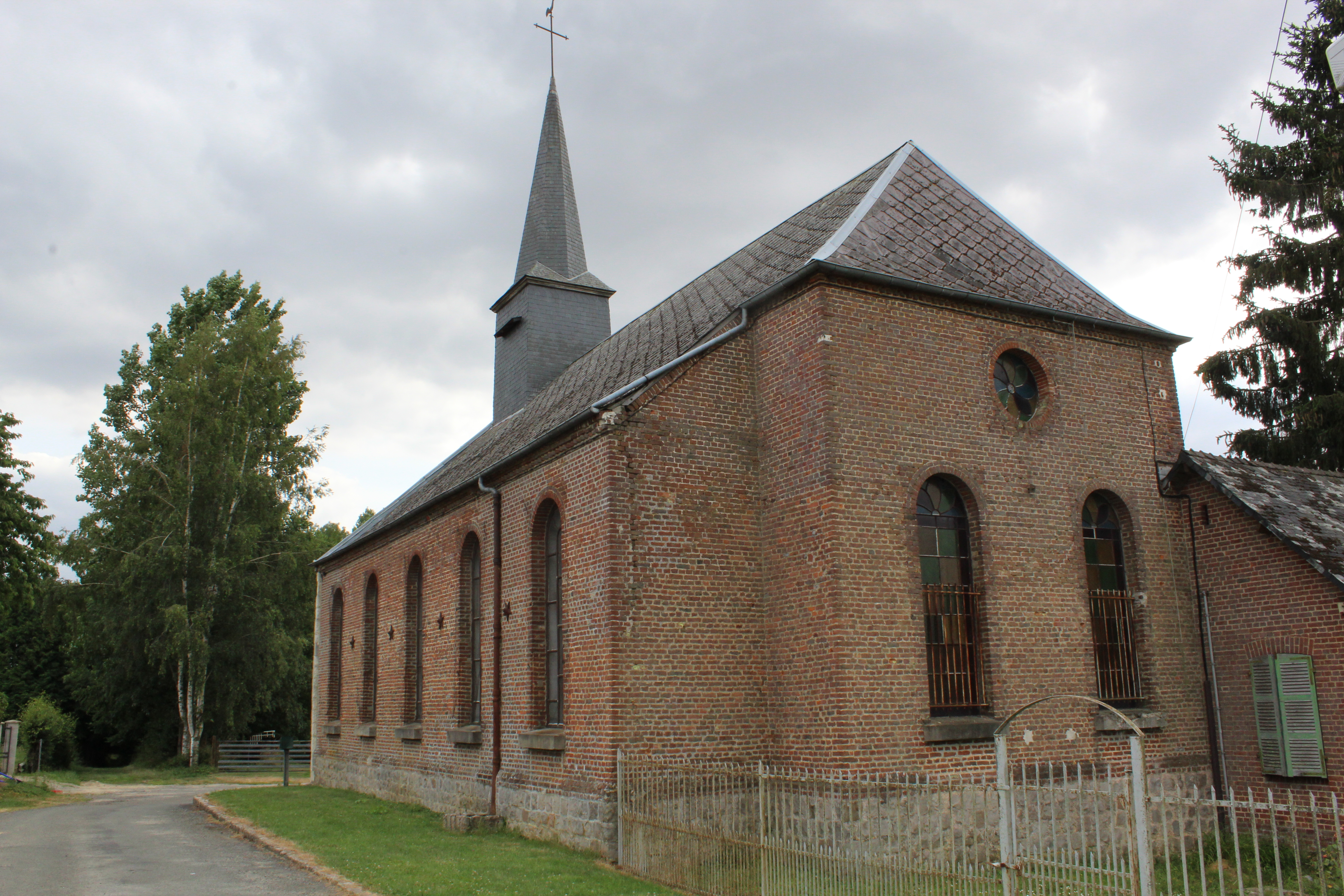
L'ancien temple protestant.

- Temple-musée du protestantisme dans le Nord de la France en Thiérache : le temple est un bâtiment d'une église réformée du XIXe siècle qui n'est plus affecté à l'exercice d'un culte depuis les années 1970. Rénové et inauguré le samedi 17 juin 2006, il est désormais ouvert chaque été (les samedis et dimanches en juillet et en août de 14 heures 30 à 18 heures) et pendant les Journées du patrimoine. Des bénévoles accueillent et guident les visiteurs[31].
- La ville de Friedrichsdorf près de Francfort a été fondée en 1686 par des réfugiés français huguenots. Plusieurs familles viennent de « Bohin en Picardie » c'est-à-dire du hameau de « Rue de Bohain » qui fait maintenant partie de Lemé, à l'époque très protestant.
- Lemé était aussi le lieu d'un asile évangélique pour garçons qui a fonctionné jusqu'en 1974.
- Nécropole nationale du Sourd.
- Cimetière militaire allemand du Sourd.

### Galerie

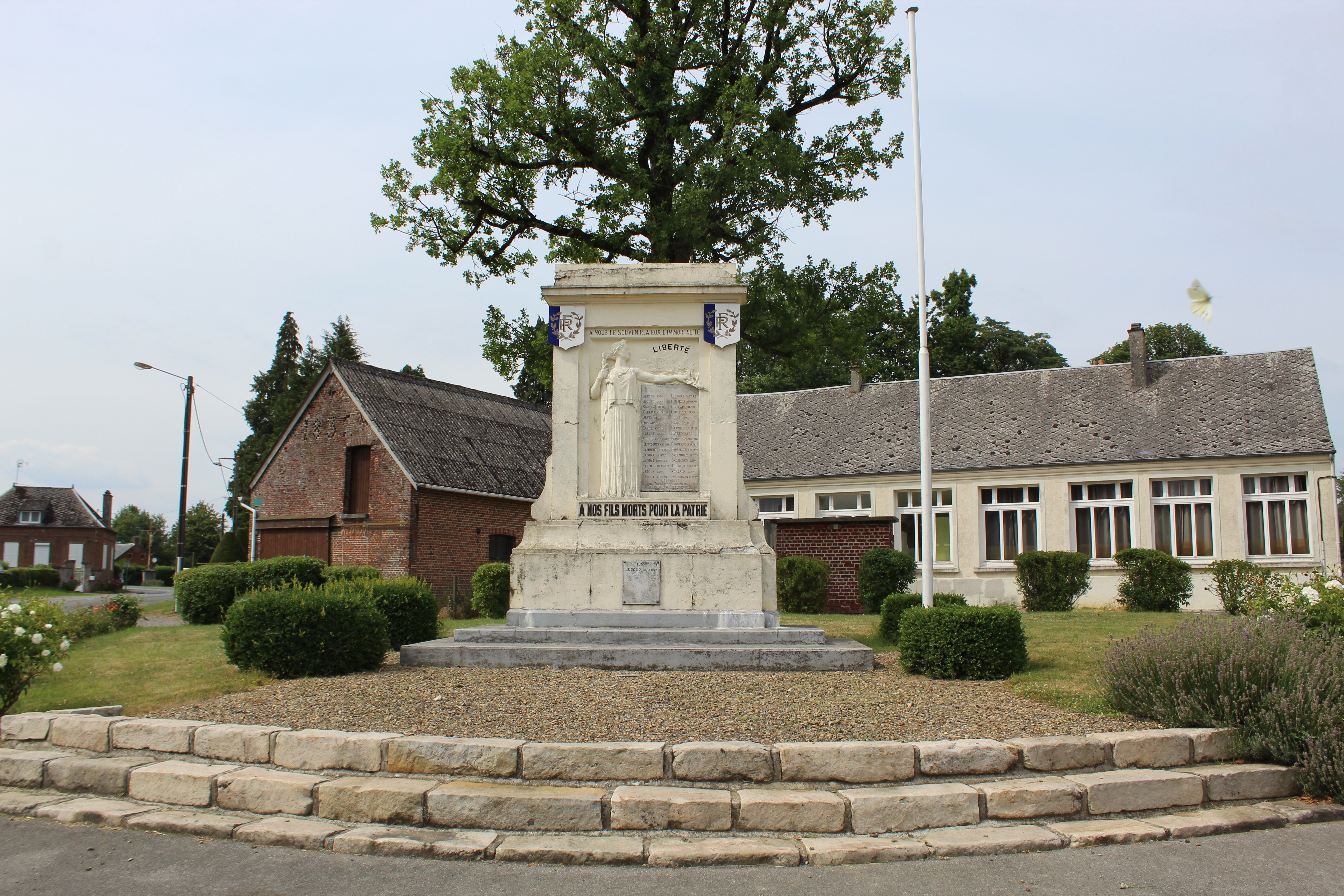
Le monument aux morts.
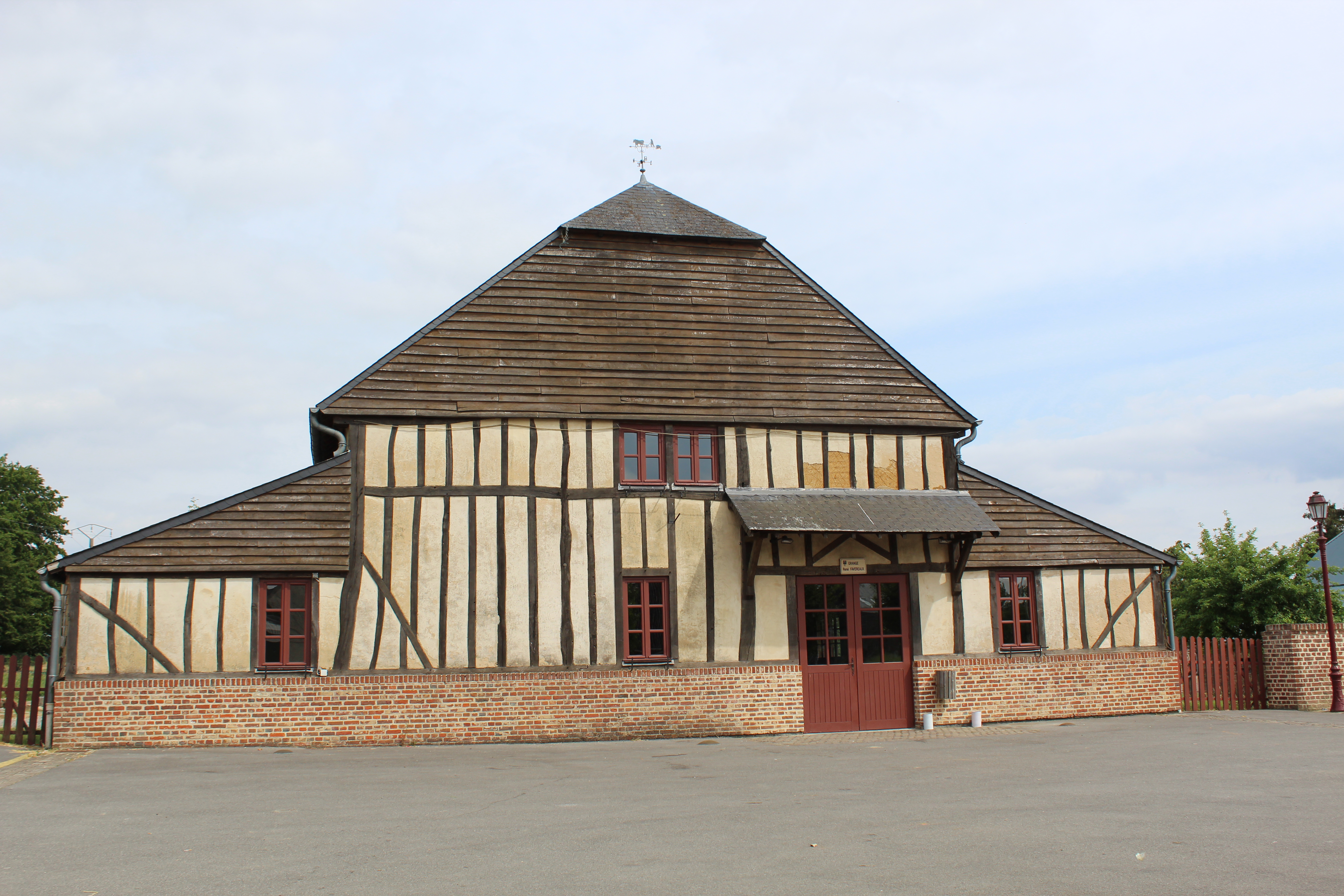
Grange construite dans les années 1990.
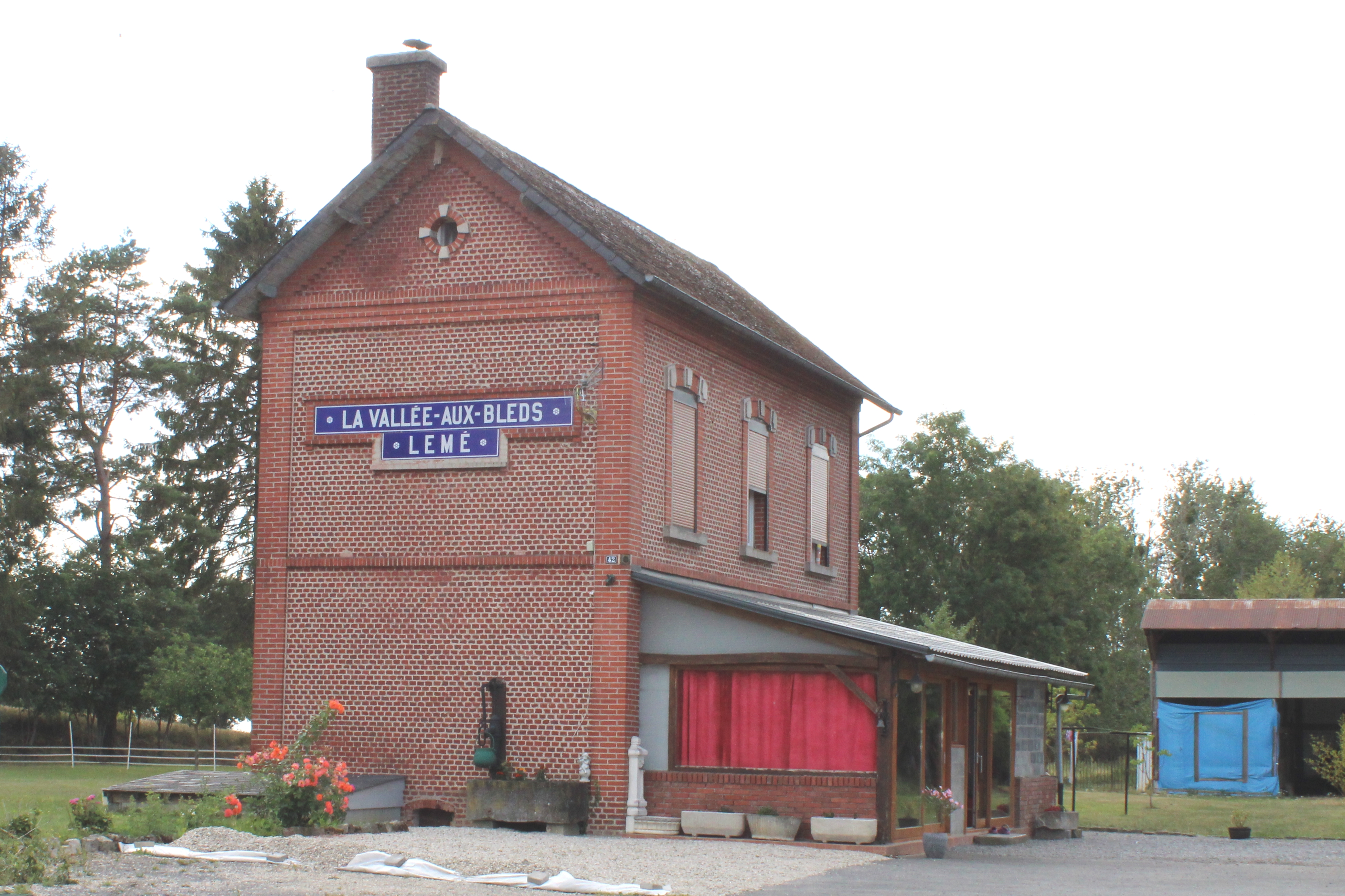
L'ancienne gare de la ligne de chemin de fer de Romery à Liart.

### Personnalités liées à la commune
- Jules-Émile Saintin, peintre, y est né en 1829.
- Timothée Colani, professeur de théologie protestante, prédicateur et écrivain français.

### Héraldique
| Blason de Lemé | Blason  | Échiqueté de sable et d'argent, au chef du second chargé de deux roses de gueules. Ornements extérieursCroix de guerre 1914-1918 |
| Blason de Lemé | Détails | Le statut officiel du blason reste à déterminer.                                                                                 |